# Wolfgang Schaller (Intendant)
Wolfgang Schaller (* 26. Dezember 1951 in Schwerin) ist ein deutscher Theaterregisseur und ehemaliger Intendant.

## Leben und Wirken
Wolfgang Schaller wurde als Sohn des Schweriner Theaterkritikers und Shakespeare-Übersetzers Rudolf Schaller in ein musikalisches Elternhaus hineingeboren. Er erhielt Klavierunterricht und sang in verschiedenen Chören. Nach Abitur und Grundwehrdienst studierte er Opernregie an der Hochschule für Musik Hanns Eisler Berlin bei Hans-Jochen Irmer und Erhard Fischer und absolvierte Assistenzen bei Joachim Herz und Harry Kupfer. Später belegte er berufsbegleitend Kurse der Betriebswirtschaftslehre an der Fernuniversität Hagen.
Ab 1977 wirkte Schaller als Regisseur am Volkstheater Rostock und als Oberspielleiter am Theater der Bergarbeiter in Senftenberg. Ab 1982 war er als Chefdisponent an der Semperoper in Dresden tätig. 1994 wurde er Intendant des Musiktheaters Görlitz, übernahm 1995 die Geschäftsführung der Stadttheater Görlitz GmbH und war im Jahr darauf Gründungsgeschäftsführer des Orchesters Neue Lausitzer Philharmonie. 1999 wechselte er als Intendant an das Stadttheater Würzburg. Da dort drastische Sparmaßnahmen umgesetzt werden sollten, wozu er nicht bereit war, legte er sein Amt nieder.
Im Jahr 2002 erfolgte seine Berufung zum Intendanten der Staatsoperette Dresden; diese Position hatte er von 2003 bis zum Ende der Spielzeit 2019/2020 inne. Dort setzte er sich für einen Neubau des Hauses im Stadtzentrum und den Erhalt der Staatsoperette ein. In seiner Amtszeit wurde das Repertoire in den Bereichen Operette, Spieloper und Musical erweitert. Ein besonderer Fokus richtete sich auf Erst- und Uraufführungen sowie auf Werke von Künstlern, die während der Zeit des Nationalsozialismus nicht gespielt werden durften und somit in Vergessenheit geraten waren. 2016 wurde die Staatsoperette am neuen Standort eröffnet.
Seit 2010 ist Schaller Mitglied der Sächsischen Akademie der Künste und dort seit 2015 Sekretär der Klasse Darstellende Kunst und Film.
Wolfgang Schaller lebt in Dresden, ist verheiratet und hat zwei Kinder.

## Auszeichnungen
- 2018: Sächsische Verfassungsmedaille[5]

## Schriften
- als Herausgeber: Operette unterm Hakenkreuz. Zwischen hoffähiger Kunst und „Entartung“. Beiträge einer Tagung der Staatsoperette Dresden. Metropol, Berlin 2007, ISBN 978-3-938690-35-2.